# Bahnstrecke Kętrzyn–Węgorzewo
| Kursbuchstrecke: | DR 117m (1940), 137c (1944) PKP: 259                         |                                                                         |                                                                         |
| Streckenlänge: | 33,2 km                                                      |                                                                         |                                                                         |
| Spurweite: | 1435 mm (Normalspur)                                         |                                                                         |                                                                         |
| Streckengeschwindigkeit: | Kętrzyn–Karolewo Bsz: 30 km/h Karolewo Bsz–Węgorzewo: 0 km/h |                                                                         |                                                                         |
| |                                                              |                                                                         |                                                                         |
| \| \| \| von Głomno (Glommen) und von Sątopy-Samulewo (Bischdorf) \| \| \| \| 0,000 \| Kętrzyn \| (Rastenburg) \| \| \| \| Rastenburger Kleinbahnen von Barciany (Barten) und Srokowo (Drengfurth) \| \| \| \| 0,709 \| Bahnstrecke nach Giżycko (Lötzen) \| Bahnstrecke nach Giżycko (Lötzen) \| \| \| \| Anschluss \| \| \| \| 2,30 \| Karolewo seit 2019 Karolewo Bsz \| (Carlshof (Ostpr.)) \| \| \| 2,513 \| Betreibergrenze PKP PLK / SKPL \| Betreibergrenze PKP PLK / SKPL \| \| \| 5,005 \| Czerniki (ehemals Bhf.) \| (Schwarzstein) \| \| \| 6,60 \| Moysee (Jez. Mój) \| Moysee (Jez. Mój) \| \| \| 8,500 \| Gierłoż \| (Görlitz (Ostpr.)) \| \| \| 9,870 \| Parcz \| (Partsch) \| \| \| 16,154 \| Radzieje Węgorzewskie (ehem. Bhf.) \| (Rosengarten (Ostpr.)) \| \| \| 21,060 \| Kamionek Wielki \| (Groß Steinort/Steinort) \| \| \| 27,222 \| Przystań \| (Pristanien/Paßdorf) \| \| \| \| von Königsberg (Kaliningrad) und von Gumbinnen (Gussew) \| \| \| \| 33,202 \| Węgorzewo \| (Angerburg) \| \| \| \| Bahnstrecke nach Giżycko (Lötzen) \| \| \| \| \| Bahnstrecke nach Gołdap (Goldap) \| \| |                                                              |                                                                         |                                                                         |
| Strecke |                                                              | von Głomno (Glommen) und von Sątopy-Samulewo (Bischdorf)                | von Głomno (Glommen) und von Sątopy-Samulewo (Bischdorf)                |
| Bahnhof · Kopfbahnhof Streckenanfang (Strecke außer Betrieb) | 0,000                                                        | Kętrzyn                                                                 | (Rastenburg)                                                            |
| Kreuzung geradeaus unten (Querstrecke außer Betrieb) · Abzweig nach links und nach rechts (Strecke außer Betrieb) |                                                              | Rastenburger Kleinbahnen von Barciany (Barten) und Srokowo (Drengfurth) | Rastenburger Kleinbahnen von Barciany (Barten) und Srokowo (Drengfurth) |
| Abzweig geradeaus und nach rechts | 0,709                                                        | Bahnstrecke nach Giżycko (Lötzen)                                       | Bahnstrecke nach Giżycko (Lötzen)                                       |
| Abzweig geradeaus, nach links und ehemals von links |                                                              | Anschluss                                                               | Anschluss                                                               |
| Blockstelle | 2,30                                                         | Karolewo seit 2019 Karolewo Bsz                                         | (Carlshof (Ostpr.))                                                     |
| ehemaliger Wechsel des Eisenbahninfrastrukturunternehmens | 2,513                                                        | Betreibergrenze PKP PLK / SKPL                                          | Betreibergrenze PKP PLK / SKPL                                          |
| Haltepunkt / Haltestelle | 5,005                                                        | Czerniki (ehemals Bhf.)                                                 | (Schwarzstein)                                                          |
| ehemaliger Haltepunkt / Haltestelle | 6,60                                                         | Moysee (Jez. Mój)                                                       | Moysee (Jez. Mój)                                                       |
| Haltepunkt / Haltestelle | 8,500                                                        | Gierłoż                                                                 | (Görlitz (Ostpr.))                                                      |
| Haltepunkt / Haltestelle | 9,870                                                        | Parcz                                                                   | (Partsch)                                                               |
| Haltepunkt / Haltestelle | 16,154                                                       | Radzieje Węgorzewskie (ehem. Bhf.)                                      | (Rosengarten (Ostpr.))                                                  |
| Haltepunkt / Haltestelle | 21,060                                                       | Kamionek Wielki                                                         | (Groß Steinort/Steinort)                                                |
| Haltepunkt / Haltestelle | 27,222                                                       | Przystań                                                                | (Pristanien/Paßdorf)                                                    |
| Abzweig geradeaus und ehemals von links |                                                              | von Königsberg (Kaliningrad) und von Gumbinnen (Gussew)                 | von Königsberg (Kaliningrad) und von Gumbinnen (Gussew)                 |
| Kopfbahnhof Strecke ab hier außer Betrieb | 33,202                                                       | Węgorzewo                                                               | (Angerburg)                                                             |
| Abzweig geradeaus und nach rechts (Strecke außer Betrieb) |                                                              | Bahnstrecke nach Giżycko (Lötzen)                                       | Bahnstrecke nach Giżycko (Lötzen)                                       |
| Strecke (außer Betrieb) |                                                              | Bahnstrecke nach Gołdap (Goldap)                                        | Bahnstrecke nach Gołdap (Goldap)                                        |

Die Bahnstrecke Kętrzyn–Węgorzewo verläuft im nördlichen Osten der Woiwodschaft Ermland-Masuren in Polen im einst ostpreußischen Masuren. Sie verläuft in Nord-Süd-Richtung und verbindet die beiden Kreisstädte Kętrzyn (deutsch Rastenburg) und Węgorzewo (Angerburg) miteinander.

## Geschichte
Die Stadt Rastenburg wurde mit neu errichtetem Bahnhof am 1. November 1867 an das ostpreußische Eisenbahnnetz angeschlossen – mit der Fertigstellung des Teilabschnitts Rastenburg–Bartenstein (polnisch Bartoszyce) der Bahnstrecke Königsberg–Prostken. Ein Jahr später, am 8. Dezember 1868, wurde der nächste Teilabschnitt von Rastenburg nach Lyck (polnisch Ełk) in Betrieb genommen.
Am 1. Juli 1907 wurde die neu erbaute Bahnstrecke von Rastenburg nach Angerburg eröffnet. Die 33,2 Kilometer lange Linie in der Spurweite 1435 mm führte durch ein landschaftlich reizvolles Gebiet der Masurischen Seenplatte in Verbindung der beiden Städte Rastenburg und Angerburg.
Für Rastenburg folgte am 1. Juli 1908 der Anschluss an die Bahnstrecke Bischdorf–Neumühl, die von Neumühl aus die Trasse der Bahnlinie Königsberg–Prostken bis nach Rastenburg mitbenutzte. Es folgte in den nächsten Jahren die Fertigstellung von vier Linien der Rastenburger Kleinbahnen mit der Anbindung der Stadt nach Sensburg (polnisch Mrągowo), Rhein (Ryn), Drengfurt (Srokowo) und Barten (Barciany).

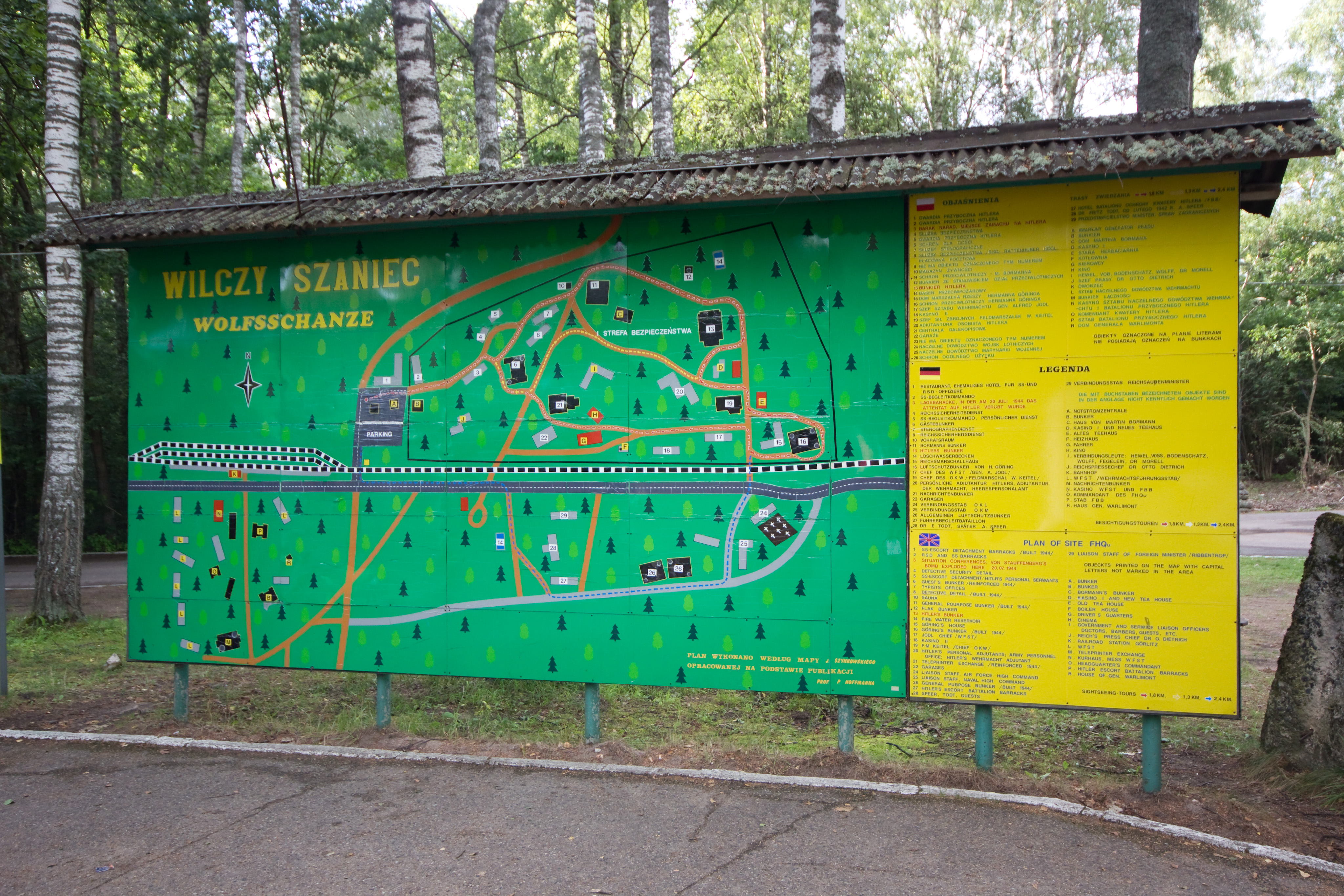
Info-Tafel an der „Wolfsschanze“, links ist die ausgebaute Bahnstation Görlitz (Ostpr.) sichtbar

Insgesamt zehn Stationen liegen an der Bahnstrecke von Kętrzyn nach Węgorzewo. In den 1940er Jahren wurde der Haltepunkt Moysee (polnisch Jezioro Mój) aufgehoben. Der Haltepunkt Görlitz (Ostpr.) (polnisch Gierłoż) wurde 1941 auf drei Bahnsteige ausgebaut, um direkten Anschluss an das Führerhauptquartier Wolfsschanze (polnisch Wilczy Szaniec) zu bekommen. Am 23. Juni 1941 fuhr der erste Führersonderzug in die „neue“ Station ein. Sie wurde nur bis 1944 benutzt, danach konnte für wenige Monate die Strecke wieder für den Normalverkehr freigegeben werden.
Nach kriegsbedingter Beschädigung konnte die Bahnstrecke Kętrzyn–Węgorzewo 1949 wieder in Betrieb genommen werden. Nach mehr als dreißig Jahren wurde sie 1992 für den Personen- und 2000 für den Güterverkehr geschlossen.
Nach einer zweijährigen Versuchszeit in den Jahren 2008/2009, in der die Strecke für den Ausflugsverkehr betrieben wurde, war sie seit dem 10. August 2013 erneut für den Ausflugsverkehr freigegeben. Für 2015 war kein Betrieb angekündigt. Im Sommer 2016 verkehrten wieder Züge.
Im September 2017 wurde der Personenverkehr erneut eingestellt, da die Gesellschaft SKPL mit der Kreisverwaltung keine Vereinbarung für den Sonderverkehr abgeschlossen hat. In Czerniki standen im Mai 2020 auf einem Nebengleis ein Reisezugwagen und die Lokomotive PKP SM03 153.
Bis 3. Januar 2023 betrug die Höchstgeschwindigkeit auf der Gesamtstrecke 30 km/, seitdem ist der Streckenabschnitt Karolewo Bsz–Węgorzewo nicht mehr befahrbar (Höchstgeschwindigkeit 0 km/h).

## Bahnhof Angerburg
In Angerburg stieß die Bahnstrecke von Rastenburg auf zahlreiche Strecken, die die Stadt mit Königsberg (Preußen) (russisch Kaliningrad) und mit Gumbinnen (russisch Gussew), mit Goldap (polnisch Gołdap), Lyck (Ełk) und Lötzen (Giżycko) verbanden, heute jedoch alle stillgelegt sind.
Im Bahnhofsgebäude in Węgorzewo wurde am 16. September 2017 das 110. Jubiläum zur Eröffnung der Bahnstrecke Rastenburg–Angerburg sowie der 10. Jahrestag des Bestehens des im Bahnhofsgebäude untergebrachten Eisenbahnmuseums gefeiert.